# Ormuz (cieśnina)
Ormuz (pers. ‏تنگه هرمز‎ Tange-ye Hormoz, arab. ‏مضيق هرمز‎ Madik Hurmuz) – cieśnina Morza Arabskiego, pomiędzy Zatoką Perską od zachodu, a Zatoką Omańską od wschodu. Północne wybrzeże należy do Iranu, południowe zaś do Zjednoczonych Emiratów Arabskich i Muhafazatu Masandam, eksklawy Omanu.
Cieśnina w najwęższym miejscu ma 54 km (29 Mm) szerokości. Głębokość maksymalna sięga 220 m, minimalna w torze wodnym – 10 m. Jest to jedyny szlak morski pozwalający na transport ropy naftowej z Zatoki Perskiej. Przepływa nim średnio 15 tankowców dziennie, przewożąc 16,5–17 milionów baryłek ropy, co stanowi 40% transportu drogą morską i 20% całego przewozu ropy na świecie. Z tego względu cieśnina ma ogromne znaczenie strategiczne.
W cieśninie znajdują się liczne wyspy, z których największymi są Gheszm i Ormuz, należące do Iranu. Występują też rafy koralowe. Pod dnem znajdują się złoża gazu ziemnego.

## Nawigacja
Ruch w cieśninie Ormuz opiera się na standardowych przepisach ujętych w Konwencji Prawa Morza ONZ. Wyznaczony tor wodny ma 6 Mm (ok. 10 km) szerokości i jest podzielony na trzy pasy po 2 Mm. Dwa skrajne przeznaczone są do nawigacji w przeciwne strony, zaś środkowy służy separacji ruchu. Statki pokonujące cieśninę poruszają się po morzu terytorialnym Iranu i Omanu na podstawie prawa przejścia tranzytowego. W świetle prawa międzynarodowego przejście tranzytowe nie może być zawieszone dla żeglugi państw neutralnych (handlowej i wojennej) nawet w przypadku wojny, w której uczestniczy państwo położone nad cieśniną.

## Ważniejsze wydarzenia

### Bitwa morska między Iranem a USA
Iran podczas wojny z Irakiem usiłował zablokować ruch tankowców w cieśninie. 14 kwietnia 1988 amerykańska fregata rakietowa USS „Samuel B. Roberts” wpłynęła na irańską minę, co spowodowało ciężkie uszkodzenia i niemalże zatonięcie okrętu. W odpowiedzi amerykańska marynarka zaatakowała irańskie jednostki wojskowe i instalacje w pobliżu (operacja Praying Mantis), zatapiając korwetę IS Sahand i kilka mniejszych jednostek oraz ciężko uszkadzając dwie platformy wiertnicze.

### Katastrofa lotu Iran Air 655
3 lipca 1988 amerykański okręt USS „Vincennes” zestrzelił irański samolot pasażerski z 290 osobami na pokładzie. Wszyscy zginęli.

### Kolizja USSNewport Newsi tankowcaMogamigawa
8 stycznia 2007 amerykański okręt podwodny typu Los Angeles USS „Newport News” (SSN-750) został wyciągnięty z zanurzenia przez zawirowania wywołane przez przepływający nad nim japoński tankowiec „Mogamigawa”, po czym doszło do zderzenia jednostek. Uszkodzenia po obu stronach okazały się niewielkie.

### Konflikt Iran – USA
Na przełomie lat 2007 i 2008 amerykańska marynarka kilkukrotnie donosiła o „prześladowaniu” i „prowokowaniu” ich jednostek przez irańskie łodzie patrolowe.
29 czerwca 2008 Ali Mohammed Dżafari, przywódca irańskich Strażników Rewolucji, oświadczył, że w razie agresji amerykańskiej lub izraelskiej, Iran użyje wszelkich środków walki, w tym także blokady cieśniny Ormuz by gwałtownym wzrostem cen ropy osłabić przeciwników. Odpowiedzią USA było zapewnienie wiceadmirała Kevina Cosgriffa, że amerykańska marynarka nie pozwoli by „40% światowej ropy stało się zakładnikiem jednego państwa”.
W styczniu 2012 brytyjski niszczyciel przeciwlotniczy HMS „Daring”, najnowocześniejszy i jeden z najpotężniejszych okrętów brytyjskiej marynarki, wyruszył z portu macierzystego w Portsmouth na swoją pierwszą poważną misję. Jego obecność w rejonie Zatoki Perskiej ma ostudzić wojownicze zapędy Iranu.